# Volo Aeroflot 418
Il volo Aeroflot 418 era un volo passeggeri internazionale operato da un Tupolev Tu-154 A, registrato come CCCP-85102, che operava la seconda tappa di un servizio passeggeri di linea Luanda – Malabo – N'Djamena – Tripoli – Mosca. L'aereo si schiantò su una montagna vicino all'aeroporto di Malabo sull'isola di Bioko, Guinea Equatoriale, il 1 giugno 1976.

## L'incidente
L'aereo era in rotta dall'Aeroporto Quatro de Fevereiro in direzione di Malabo quando colpì una montagna a 750 metri (2.460 piedi) di altezza sopra Bioko. Morirono tutti i 42 passeggeri e 4 membri dell'equipaggio.

## L'indagine
Non è stato possibile determinare la causa dell'incidente, ma la commissione investigativa sospettava che un possibile guasto del radar MSRP-12 sull'aereo potesse aver portato l'equipaggio ad ignorare la propria posizione.